# Lesley-Anne Down
Lesley-Anne Down (Wandsworth, Londres, Regne Unit, 17 de març de 1954), és una actriu anglesa.

## Carrera

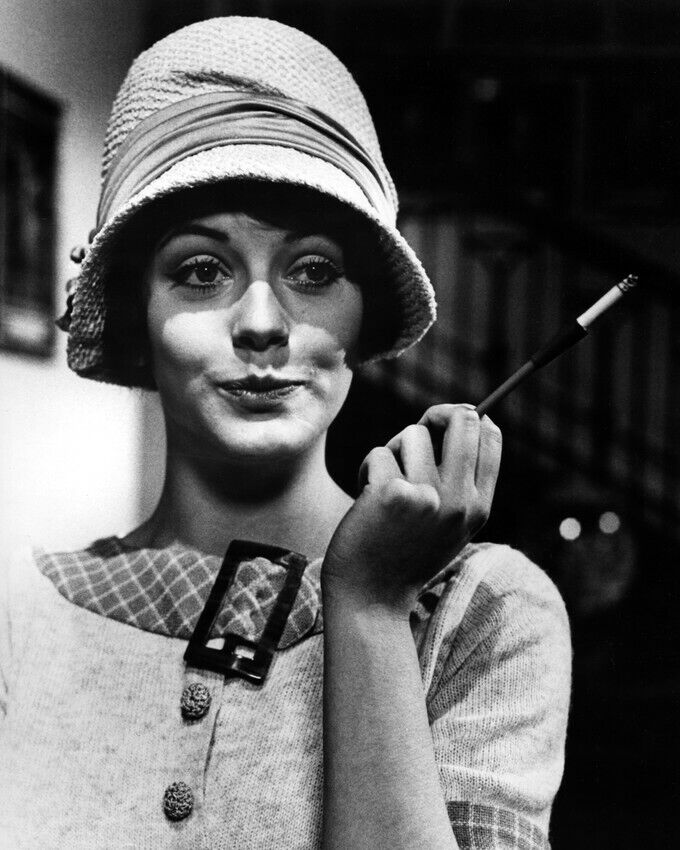
Down a A dalt i a baix

Debuta al cinema l'any 1969. Els anys següents, apareix en From beyond the Grave i en Pope Joan. Accedeix a la celebritat gràcies a la sèrie A dalt i a baix i en el mateix temps internacionalitza la seva carrera rodant amb Kirk Douglas i John Wayne. Sobre els platós de les pel·lícules següents, és al costat de Laurence Olivier i sobretot d'Elizabeth Taylor, que la pren sota la seva tutela.
El 1979, actua en El gran robatori del tren de Michael Crichton i Hanover Street de Peter Hyams, al costat de Sean Connery i Harrison Ford. Segueix amb Rough Cut de Don Siegel, i Sphinx de Franklin J. Schaffner, amb Maurice Ronet.
La televisió li permet diversificar encara més els seus registres. Roda adaptacions d'Agatha Christie i Erich Maria Remarque, dona la rèplica a Olivia de Havilland i Anthony Hopkins, encarna l'Esmeralda de Victor Hugo. Però és l'heroïna dels The Last Days of Pompeii que sedueix el públic americà l'any 1984: ella i Duncan Regehr són les revelacions sexy de la sèrie.
Després d'haver-la observada en la coberta de Vogue, el productor David Wolper li proposa el paper de Meggie Cleary en The Thorn Birds, però l'actriu no pot acceptar. Torna a la càrrega l'any 1985 amb North and South, l'adaptació del best-seller americà del mateix títol, en què retroba Kevin Connor, el realitzador de From beyond the grave. És compartida entre un marit odiós (David Carradine) i un amant fogós (Patrick Swayze).
Lesley-Anne Down forma amb Pierce Brosnan la parella estrella de Nomads, una pel·lícula de John McTiernan. A continuació, roda per a la televisió un remake d'Indiscret de Stanley Donen, en què succeeix Ingrid Bergman i Robert Wagner a Cary Grant. El 1990, els productors de Dallas li ofereixen un pont d'or: un milió de dòlars i una «luxosa casa a la platja de les estrelles de Malibú» per dotze episodis, «al gran dam de Larry Hagman» segons Télé poche.
Quatre anys més tard, és la companya de Charles Bronson en el cinema. Habituada a pel·lícules d'acció, comparteix també el cartell amb Burt Reynolds i Steven Seagal al cim de la seva carrera. Els anys 1990, la seva carrera, esdevinguda erràtica, la fa passar de la pel·lícula Seven Days of Grace a un episodi de Diagnosis Murder. Després, a part d'una adaptació de Mary Higgins Clark, hi ha les telenovel·les Sunset Beach (1997-1999), Days of our Lives (2001), i The Bold and the Beautiful (des de 2003), que constitueixen la part la més visible de la seva activitat.
Lesley-Anne Down comparteix un marit amb Jeanne Moreau: es tracta del realitzador americà William Friedkin; un llarg i difícil procés (que ella guanya) els enfronta pel seu fill.

## Filmografia
Filmografia:

### Cinema
- 1969: All the Right Noises: Laura
- 1969: School for Unclaimed Girls: Diana
- 1970: Sin un adiós
- 1971: Assault de Sidney Hayers: Tessa Hurst
- 1971: La comtessa Dràcula (Countess Dracula): Ilona Nodosheen
- 1972: Pope Joan: Cecilia
- 1973: From Beyond the Grave: Rosemary Seaton (segment The Door)
- 1973: Scalawag de i amb Kirk Douglas: Lucy-Ann
- 1975: Brannigan: Luana
- 1976: La Pantera Rosa torna a atacar (The Pink Panther Strikes Again): Olga Bariosova
- 1978: The Betsy de Daniel Petrie: Lady Bobby Ayres
- 1977: Melodia nocturna (A Little Night Music) de Harold Príncep: Anne Egerman
- 1979: El gran robatori del tren (The First Great Train Robbery): Miriam
- 1979: Hanover Street: Margaret Sellinger
- 1980: Rough Cut de Don Siegel: Gillian Bromley
- 1981: Sphinx de Franklin J. Schaffner: Erica Baron
- 1986: Nomads: Flax
- 1992: Out of Control: Elaine Patterson
- 1993: Night Trap: Christine Turner
- 1994: Munchie Strikes Back: Linda McClelland
- 1994: El retorn del justicier (Death Wish V: The Face of Death): Olivia Regent
- 1994: In the Heat of Passion II: Unfaithful: Jean Bradshaw
- 1996: The Secret Agent Club: Eve
- 1997: Mentides molt arriscades (Meet Wally Sparks): Infermera Hooker
- 2000: The King's Guard: Reina Beatrice
- 2001: The Meeksville Ghost amb Judge Reinhold: Emily Meeks
- 2002: 13th Child: Fiscal Murphy
- 2005: Today You Die: Manager
- 2006: Seven Days of Grace: Lilian
- 2011: Cinnamon: Dora
- 2011: Rosewood Lanede Victor Salva: la Dra. Cloey Talbot
- 2014: Dark House: Lilian Di Santo
- 2015: Kill Me, Deadly: Lady Clairmont
- 2015: Absolution: Stevlana
- 2015: Of God and Kings: Madame Renard
- 2017: Justice: Elizabeth
- 2018: Alex & The List de Harris Goldberg: Victoria
- 2019: Gates of Darkness: germana Claire (també escriptora)
- 2024: Reagan: Margaret Thatcher

### Televisió
- 1971: To Lay a Ghost: Diana Carver
- 1973-1975: A dalt i a baix: Georgina Worsley (22 episodis)
- 1977: Play of the Month, episodi Heartbreak House, de George Bernard Shaw
- 1977: Supernatural, episodi Mr. Nightingale
- 1978: The One and Only Phyllis Dixey de Michael Tuchner: Phyllis Dixey
- 1981: Unity Mitford
- 1982: Murder Is Easy, d'Agatha Christie: Bridget Conway
- 1984: The Last Days of Pompeii: Chloe
- 1985: Arch of Triumph d'Erich Maria Remarque: Joan Madou
- 1985: North and South: Madeline Fabray LaMotte
- 1986: North and South II: Madeline Fabray LaMotte
- 1986: Dynastie: Ellena Corey (dos episodis)
- 1988: Indiscreet: Anne Kingston
- 1988: Ladykillers: Morganna Ross
- 1989: The Frog Girl: Speaker
- 1989: Night Walk: Geneva Miller
- 1990: Dallas: Stephanie Rogers
- 1992: 1775: Annabelle Proctor
- 1994: Heaven & Hell: North & South, Book III: Madeline Main
- 1995: Family of Cops de Ted Kotcheff: Anna Novacek
- 1996: Beastmaster: The Eye of Braxus de Gabrielle Beaumont: Morgana
- 1997 - 2000: Sunset Beach: Olivia Blake Richards
- 1998: Young Hearts Unlimited: Barbara Young
- 2001: Alguns dies i vides, cinc episodis
- 2001: The Perfect Wife: Helen Coburn
- 2001: You Belong to Me: Dra. Susan Chancellor
- 2003-2012: Bellesa i poder: Jacqueline Payne
- 2016: I Am Watching You (telefilm): Margaret
- 2016: A Cinderella Christmas (telefilm): Victoria Carmichael

## Premis i nominacions
Premis
- 2005: Rose d'Or a la millor actriu de fulletó per Bellesa i poder

Nominacions
- 1986: Globus d'Or a la millor actriu secundària en sèrie, minisèrie o telefilm per North and South
- 2025: Premi Golden Raspberry a la pitjor actriu secundària per Reagan